# Yune Nogueiras
Yune Nogueiras (Bergara, 24 d'octubre de 1998) és una actriu basca. El 2020 va debutar com a actriu a la pel·lícula Akelarre, en la qual va interpretar el personatge de María. El 2022 va participar en la sèrie de televisió Intimidad en el paper de Leire, sobre la difusió sense consentiment d'imatges íntimes a través d'internet.